# Växjö BK
Växjö BK är ett fotbollslag från Växjö. Deras hemmaarena heter Sportfältet och ligger i stadsdelen Teleborg. För närvarande spelar laget i Division 3 Sydöstra Götaland.

## Historia
Växjö BK bildades den 20 januari 1924 vid ett möte på Roséns café. Fotbollsföreningen Tigrarna hade året innan ansökt om inträde Svenska Fotbollförbundet men fått avslag på grund av att det redan fanns ett lag från Stockholm med samma namn. Därför beslöt man att föreningen skulle heta Växjö Bollklubb.
Växjö BK blev snart den dominerande fotbollsföreningen i Växjö och 1930-talet klassas av många som klubbens verkliga storhetstid. Säsongen 1930/1931 kvalade BK till division 2. 1934 blev man distriktsmästare. Säsongen 36/37 nådde man spel i division 2 södra, den tidens motsvarighet till superettan. En sejour som dock bara blev ettårig.
Under senare hälften av 40- och 50-talet började BK sjunka ner i seriesystemet och större delen av 60-, 70- och 80-talet tillbringades på undre halvan av division 3 eller division 4.
Växjö BK var till en början en renodlad herrfotbollsförening. Damfotboll startades 1970 men lades ner av föreningen 1994. Nu är klubben åter en förening med verksamhet även för flickor. Det finns i dag en stor grupp flickor som tränar och spelar i föreningen. 
Tidigare har Växjö BK också haft handboll på programmet. Handbollen introducerades i föreningen 1933 och bröt sig ur 1972 och bildade en egen förening under namnet Växjö HF. 
Under tre säsonger i början av 90-talet spelade Växjö BK i division 2. Efter några år i trean var man 1998 återigen nära ett avancemang till tvåan men stöp i sista kvalmatchen mot Högaborg. Det dröjde till 2003 innan det åter var dags att spela i division 2. Detta blev verklighet efter att man gjorde en rekordsäsong i trean 2002 (vann samtliga matcher utom en) med spelare som Parrik Isaksson, Claes Green och Martin Abrahamsson i laget. Laget tränades då av Thomas Holmbeck som har fört upp Växjö BK vid fyra tillfällen. Andra tränare i klubben som varit där är bland annat Fredrik Bild och Jevgeneij Kutznetsov. 
Efter två år i division 2 åkte klubben ur och ramlade ner i division 3.  
Marcus Jonsson (AIK) har Växjö BK som moderklubb, även Andreas Bild (Öster och Hammarby) och Daniel Petersson (Kalmar FF och Öster)

## Föreningen i siffror
- Antal medlemmar är ca 1 700.
- Publikrekordet är 3 648 och är från en match då man mötte Öster på Värendsvallen och vann med 2-1.
- Största segern är 12-0 mot Svängsta IF i en match i maj 1948.
- Största förlusten 1-13 noterades mot Helsingborgs BoIS i maj 1949.
- Högsta placering i seriespel är en tiondeplats i Div II södra (nuvarande superettan) säsongen 1936/37.